# Brachiosauridae
I brachiosauridi (Brachiosauridae) sono una famiglia di dinosauri erbivori che raggruppano alcuni dei più grandi animali che abbiano mai camminato sulla terraferma. Il genere più noto è certamente Brachiosaurus, anche se il famoso scheletro montato a Berlino appartiene in realtà al genere (o sottogenere) Giraffatitan.

## Giganti poco conosciuti
La caratteristica principale dei brachiosauridi (il cui nome significa "lucertole braccio"), oltre alle eccezionali dimensioni, era quella di avere un lunghissimo collo e delle zampe anteriori più lunghe di quelle posteriori. Oltre ai due generi citati in precedenza, però, questi animali non sono ben conosciuti: le ricostruzioni di forme come Dinodocus e Pelorosaurus così simili a Brachiosaurus sono sostanzialmente frutto di fantasia. Alcuni paleontologi, addirittura, mettono in dubbio la validità della famiglia, sostenendo che i cosiddetti "brachiosauridi" siano in realtà un raggruppamento artificiale di titanosauriformi primitivi. In realtà, le caratteristiche peculiari di questi animali li pongono per forza in una famiglia a sé stante. I brachiosauridi, comunque, sono considerati dinosauri sauropodi strettamente imparentati con i titanosauri.

## Colli lunghissimi per brucare il fogliame
Il collo esageratamente lungo e l'aspetto pendente dei brachiosauridi, dato dalle zampe anteriori allungate, permettevano a questi animali di raggiungere le fronde degli alberi più alte. Al contrario dei contemporanei diplodocidi, i cui colli lunghi erano tenuti orizzontalmente, i brachiosauridi potevano sollevare il capo fino a un'altezza di circa 12 m. Così, nonostante coesistessero con i diplodocidi, i brachiosauridi non entravano in competizione con essi per la ricerca di enormi quantità di cibo. I lunghi denti a cucchiaio, infatti, sembrerebbero essere adatti proprio al tipo di fogliame presente sulle cime degli alberi. Alcuni paleontologi ritengono che i brachiosauridi potessero sollevarsi sugli arti posteriori per raggiungere sommità ancora più elevate, ma la coda corta e le zampe anteriori avrebbero posto il centro di gravità di questi animali piuttosto in avanti, sbilanciandoli e rendendo la manovra molto difficoltosa.

## Distribuzione
I brachiosauridi apparvero verso il Giurassico medio, anche se l'epoca della loro comparsa non è certa. Le prime forme ascritte a questa famiglia, infatti, sono basate su resti incompleti o di incerta collocazione sistematica. È il caso di Lapparentosaurus del Madagascar o del sudamericano Volkheimeria, in realtà probabilmente appartenenti ad altri gruppi di sauropodi. Nel Giurassico superiore, comunque, i brachiosauridi sono ben conosciuti negli Stati Uniti d'America (Brachiosaurus), in Africa (Giraffatitan) ed Europa (Lusotitan, Duriatitan). Tipici di questi tre continenti, i brachiosauridi prosperarono nel Cretaceo inferiore, dando origine a forme di varie dimensioni (il piccolo Astrodon e il gigantesco Sauroposeidon, entrambi nordamericani) ma si estinsero improvvisamente circa 100 milioni di anni fa. In Messico, tuttavia, è stata ritrovata una vertebra caudale, risalente al Campaniano superiore (circa 74 milioni di anni fa), che si pensa possa essere appartenuta a un brachiosauride sopravvissuto. Ciò farebbe supporre una continuità temporale nella presenza dei sauropodi sul territorio nordamericano.